# Togoudo

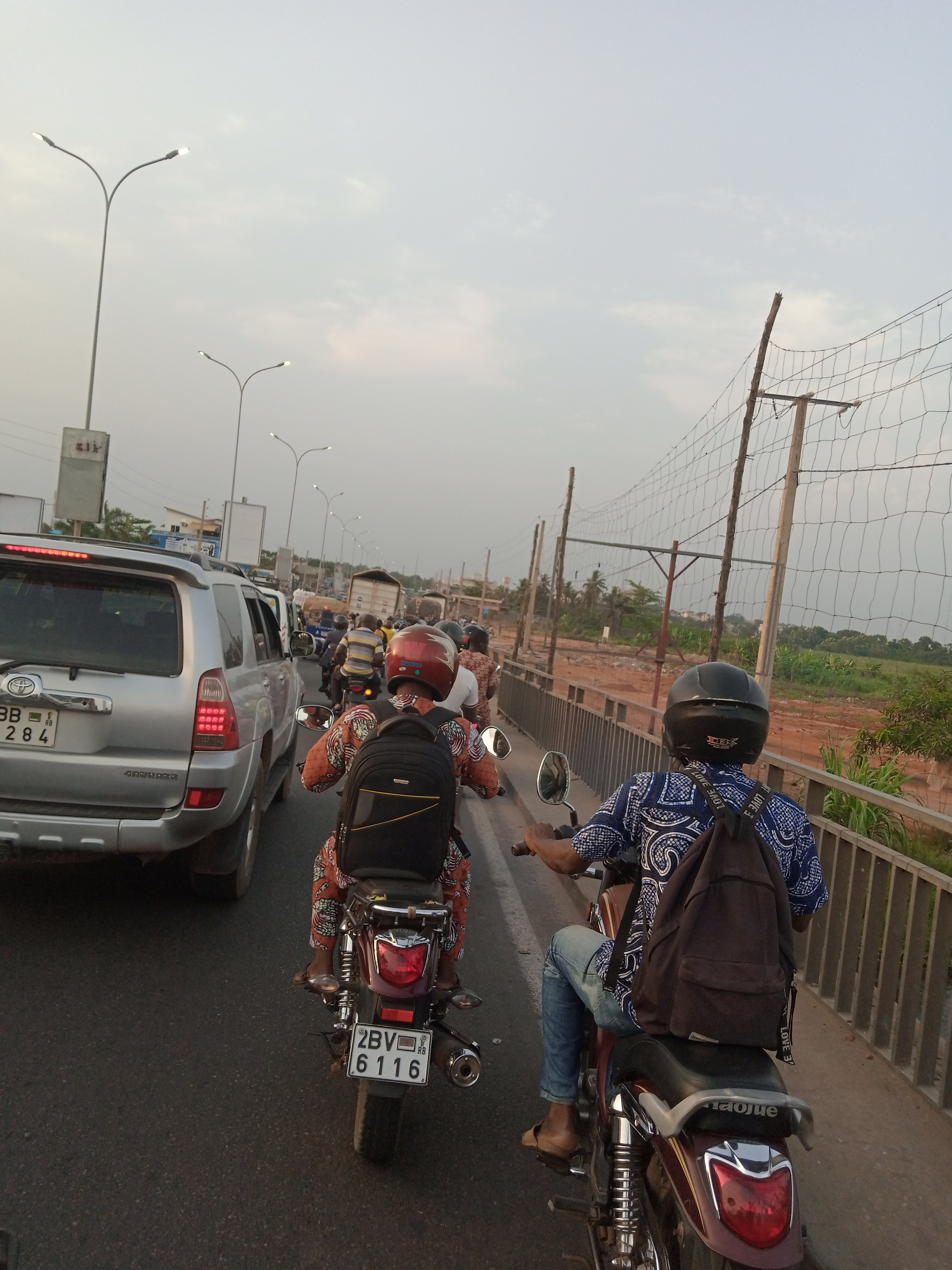
Ponte a Togoudo

Togoudo è un arrondissement del Benin situato nella città di Allada (dipartimento dell'Atlantico) con 4.969 abitanti (dato 2006).